# Xã Hemen, Quận Barnes, Bắc Dakota
Xã Hemen (tiếng Anh: Hemen Township) là một xã thuộc quận Barnes, tiểu bang Bắc Dakota, Hoa Kỳ. Năm 2010, dân số của xã này là 27 người.